# Verbindung Normannia Tübingen
Die Verbindung Normannia zu Tübingen ist eine 1841 gegründete Studentenverbindung an der Eberhard Karls Universität Tübingen. Die Wurzeln der Verbindung Normannia liegen in der Tübinger Burschenschaftsbewegung von 1816. Sie ist eine farbentragende, nichtschlagende (seit 1945) und verbandsfreie Verbindung männlicher Studenten nach dem Lebensbundprinzip. Ihre Mitglieder werden Normannen genannt.

## Couleur, Wahlspruch und Allgemeines
Die Farben der Verbindung sind Rot-Gold-Weiß. Bestandteil des Paniers (im Herzschild) sind außerdem die Farben Schwarz-Rot-Gold (Ursprünglich Schwarz-Gold-Rot). Das Band ist golden perkussioniert. Ihr Wahlspruch lautet „vigor – virtus – libertas“ (Lebenskraft – Tugend – Freiheit).

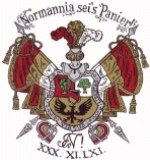
Altes Wappen der Normannia

Der Name „Normannia“ ist eine Latinisierung des früheren Verbindungsnamens „Nordland“, der auf die damalige Kneiplokalität der Verbindung, die „Nördlingerei“, zurückgeht. Die Verbindung ist konfessionell und politisch neutral. Die Verbindung verzichtet auf das Verhältnis „Fux-Bursch“. Die endgültige Aufnahme der Neumitglieder erfolgt nach einer Probezeit von 2 Semestern. Die Mitglieder pflegen das Dichten und Reiten.

## Geschichte

### Vorgeschichte
Ihre Wurzeln hat Normannia in den frühen Jahren der Burschenschaft Germania Tübingen. 1833 wurde die Germania zu großen Teilen von Studenten des Tübinger Stifts getragen. Aufgrund der Auflösung des Verrufs der Corps gegenüber der Burschenschaft und dem damit einhergehenden, für die Theologiestudenten des Stifts untragbaren Paukverhältnisses traten 1832 15 bis 20 Stiftler bei Germania aus und gründeten 1833 mit anderen Stiftlern eine Gesellschaft der Patrioten, den eigentlichen Vorläufer des Nordland.
Die Patrioten konstituierten sich nach burschenschaftlichen Grundsätzen und trugen die Farben schwarz-gold-rot. Sie änderten im Laufe der Zeit ihren Namen zur Schmidtei, der sich auch eine Fuchsia (schwarz-rot-gold, gegründet am 14. Februar 1835) im Jahr 1837 anschloss. Da die Stiftsleitung das freie Leben in dieser Gruppierung missbilligte, wurde sie durch diese 1840 gewaltsam aufgelöst.

### Nordland
Aus den ehemaligen Mitgliedern der Patrioten heraus gründete sich am 27. August 1841 die Verbindung Nordland. Im Mai 1847 beteiligte sich der Nordland an der Schutzwache der Korporationen im „Gogenkrieg“, in dem die Gogen mit Aufständen gegen die Teuerung protestieren. Die Schutzwache wurde danach in Bereitschaft gehalten und zum Kern der Studentenkorps in der 48er-Revolution. Ab 1851 wurden auch Nicht-Stiftler (sog. Stadtstudenten), die bis dato lediglich den Status von Kneipgästen innehatten, als Vollmitglieder aufgenommen. Stadtstudenten war im Gegensatz zu den Stiftlern das Schlagen von Mensuren erlaubt.

#### Die Revolution von 1848
Als die Nachricht vom Sturz des französischen Bürgerkönigs Louis Philippe in Tübingen bekannt wurde, löste dies eine Welle der Begeisterung aus. Die von Adolf Bacmeister redigierte Kneipzeitung des Nordland wurde mit der französischen Trikolore geschmückt, Bacmeister rief darin zum Kampf um die Freiheit auf. Schließlich entwich Bacmeister aus dem Stift, um in der Welt für die Sache der Freiheit zu wirken. Er ging nach Straßburg und schloss sich der Herwegh’schen Freischar an. Bei einem Gefecht im südlichen Schwarzwald wurde Bacmeister gefangen genommen und ins Bruchsaler Gefängnis, dann auf die Festung Hohenasperg gebracht und von dort wieder entlassen.
Während dieser Zeit herrschte im Nordland nachweisbar eine demokratische Gesinnung, Redner des Nordlands beteiligten sich bei den von Professoren und Studenten organisierten Bürgerversammlungen. Es gab zwei politische Lager: die vaterländischen Vereine und die Volksvereine, von den politischen Richtungen in der Frankfurter Nationalversammlung inspiriert. Der Nordländer Heinrich Lang warf in einer Rede das Wort Republik ins Publikum, was einen Sturm der Entrüstung und die Spaltung der beiden Lager hervorrief. Die Vaterländischen verließen den Saal, mit dem Rest gründete Lang einen demokratischen Verein, der verboten, aber als Volksverein wiedergegründet wurde. Lang widmete sich fortan nur noch der Politik, hielt Reden und verfasste Flugblätter. Verfolgt von der Polizei, setzte er sich in die Schweiz ab und wurde dort Pfarrer.
Im Frühjahr 1849 scheiterte die Frankfurter Nationalversammlung, woraufhin die demokratische Partei im Süden eine gewaltsame Durchführung der beschlossenen Reichsverfassung versuchte. Der Tübinger Volksverein erklärte Preußen zum Reichsfeind und forderte den Anschluss Württembergs an die aufständischen Länder Baden und Pfalz. Die schwäbischen Demokraten zogen nach Stuttgart, doch Regierung und Kammer ließen sich nicht einschüchtern.
Am 9. Juni beschloss das akademische Freikorps, sich der von der Nationalversammlung eingesetzten Reichsregentschaft als der gesetzlichen Oberbehörde zur Verfügung zu stellen, jedoch lösten nicht alle Studenten ihr Versprechen ein.
Am 19. Juni verließ eine Schar von 50 Studenten und Arbeitern Tübingen, um ins Badische zu ziehen. Der Nordland stellte ein beträchtliches Kontingent, sogar sieben Stiftler zogen mit. Der Nordländer Wilhelm Rapp (1828–1907), nach Lang neuer Vorsitzender des Tübinger Volksvereins, blickte in Gernsbach auf die kleine Schar und forderte von dort aus in einem Aufruf „an die ledige Mannschaft Tübingens“, ihnen zu folgen. In Forbach schlossen sich am 26. Juni Freischärler aus Horb am Neckar an.
Die Schar zog im Badischen umher, ohne jedoch auf die Preußen zu stoßen, und wurde allmählich gegen die Schweizer Grenze gedrängt. Ein Teil ging am 11. Juli über die Grenze und fand sich bei Heinrich Lang ein, der Rest ging nach Hause und stellte sich seiner Karzerstrafe. Nach einiger Zeit zog es auch die Exilanten wieder nach Hause, Rapp blieb aber in der Schweiz und trat eine Lehrerstelle an. Nach etwas mehr als einem Jahr kehrte auch er zurück, um sich zu stellen, woraufhin er in Geislingen verhaftet und auf dem Hohenasperg eingekerkert wurde. Rapp wanderte später nach Amerika aus und wurde u. a. Herausgeber deutschsprachiger Zeitungen in Cincinnati und Baltimore sowie der „Illinois Staats-Zeitung“ (Chicago).

### Normannia

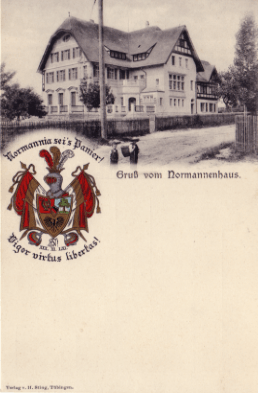
Couleurkarte mit Wappen und Normannenhaus

#### Anfänge

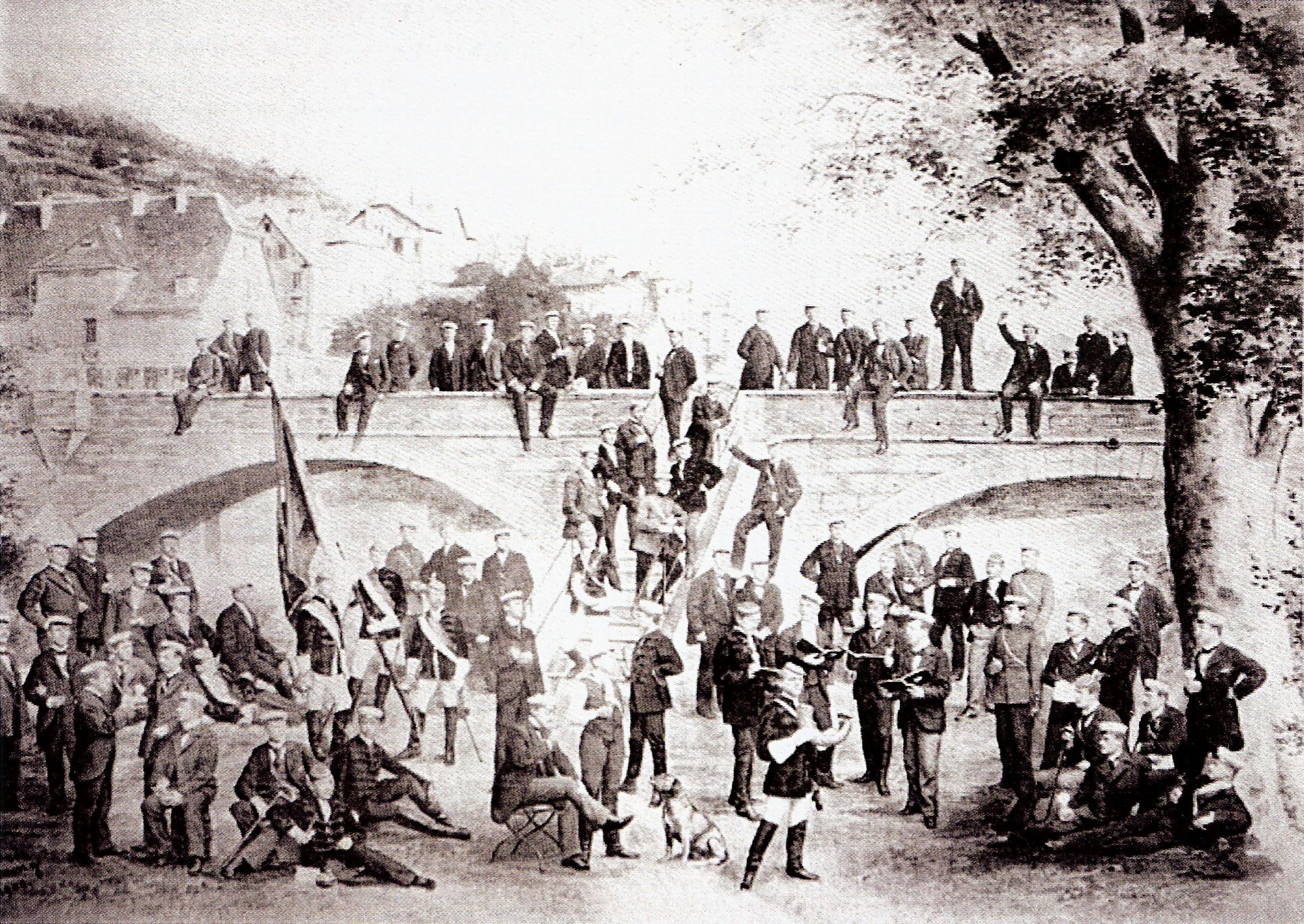
Fotomontage

1861 traten Mitglieder des Nordland nach einem Streit aus und gründeten mit den Mitgliedern der Gesellschaft Döblia am 30. November 1861 die Verbindung Normannia. 1862 löste sich daraufhin der Nordland auf. Im Jahre 1877 erkannten sich schließlich Nordland und Normannia gegenseitig als Mutter- und Tochterverbindung an, die Fahne des Nordlands ging über in die Obhut der Normannia. Das Gründungsdatum wurde auf das Jahr 1841 zurückdatiert. Im Jahre 1905 wurde das heute unter Denkmalschutz stehende Haus der Verbindung fertiggestellt. In den 1920er Jahren wurde der Trinkcomment abgeschafft.

#### Zeit des Nationalsozialismus
Infolge der Machtergreifung der Nationalsozialisten im Jahre 1933 schloss sich die Verbindung Normannia 1934 der Deutschen Burschenschaft an, um der Gleichschaltung der Verbindungen im NSDStB zu entgehen, trat aber bereits 1935 wieder aus, als die DB doch im NSDStB aufzugehen drohte. In dieser Zeit firmierte Normannia als Burschenschaft Normannia Tübingen. 1936 musste sich die Normannia schließlich auflösen und das Haus verkaufen. Danach war die Normannia bis 1945 mit der Landsmannschaft Ghibellinia in der Kameradschaft Langemarck des NSDStB zusammengefasst, in der das Aktivenleben unter der Hand fortgesetzt wurde.

#### Wiedergründung
Nach dem Zweiten Weltkrieg wurde die Verbindung Normannia 1946 wiedergegründet. Das „bedingte Satisfaktionsprinzip“ (Mensurfechten/Schlagen) sowie der Chargenwichs wurden abgeschafft. Ab dem Sommersemester 1957 wurde auch die Mütze nicht mehr getragen, zu offiziellen Anlässen tragen die Mitglieder lediglich das Band.
Im Jahre 1969 wurde der Fuxenstatus abgeschafft. Die Aktivitas solidarisierte sich mit der damaligen Studentenbewegung und setzte bei Erlass der Notstandsgesetze 1968 ihre Flagge auf halbmast.
Seit 1992 darf die Mütze (weiß mit goldrotem Präpuz) wieder zu ausgewählten Veranstaltungen getragen werden. In den 1990er Jahren engagierte sich die Aktivitas gegen rechtsextreme Tendenzen bei Mitgliedsbünden der Deutschen Burschenschaft.
In den Jahren 1963–1965, 1967, 1970, 1972–1973, 1976, 1981 und 2004 hat die Normannia das Stocherkahnrennen, 1975 und 2002 den Kostümpreis gewonnen.

## Korporationshaus
Seit 1905 verfügt die Verbindung über ein eigenes Korporationshaus in der Stauffenbergstraße 21. Nach der Auflösung der Normannia 1936 musste sie das Haus verkaufen, in das eine Reichsbräuteschule einzog. Die Rückgabe des Hauses wurde im Sommersemester 1953 erreicht. 1997 wurde das Normannenhaus unter Denkmalschutz gestellt.

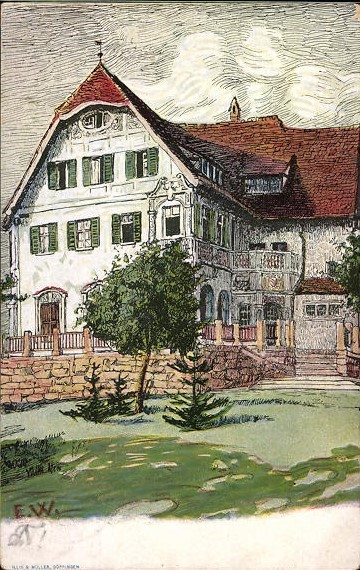
Zeichnung des Normannenhauses (1905)
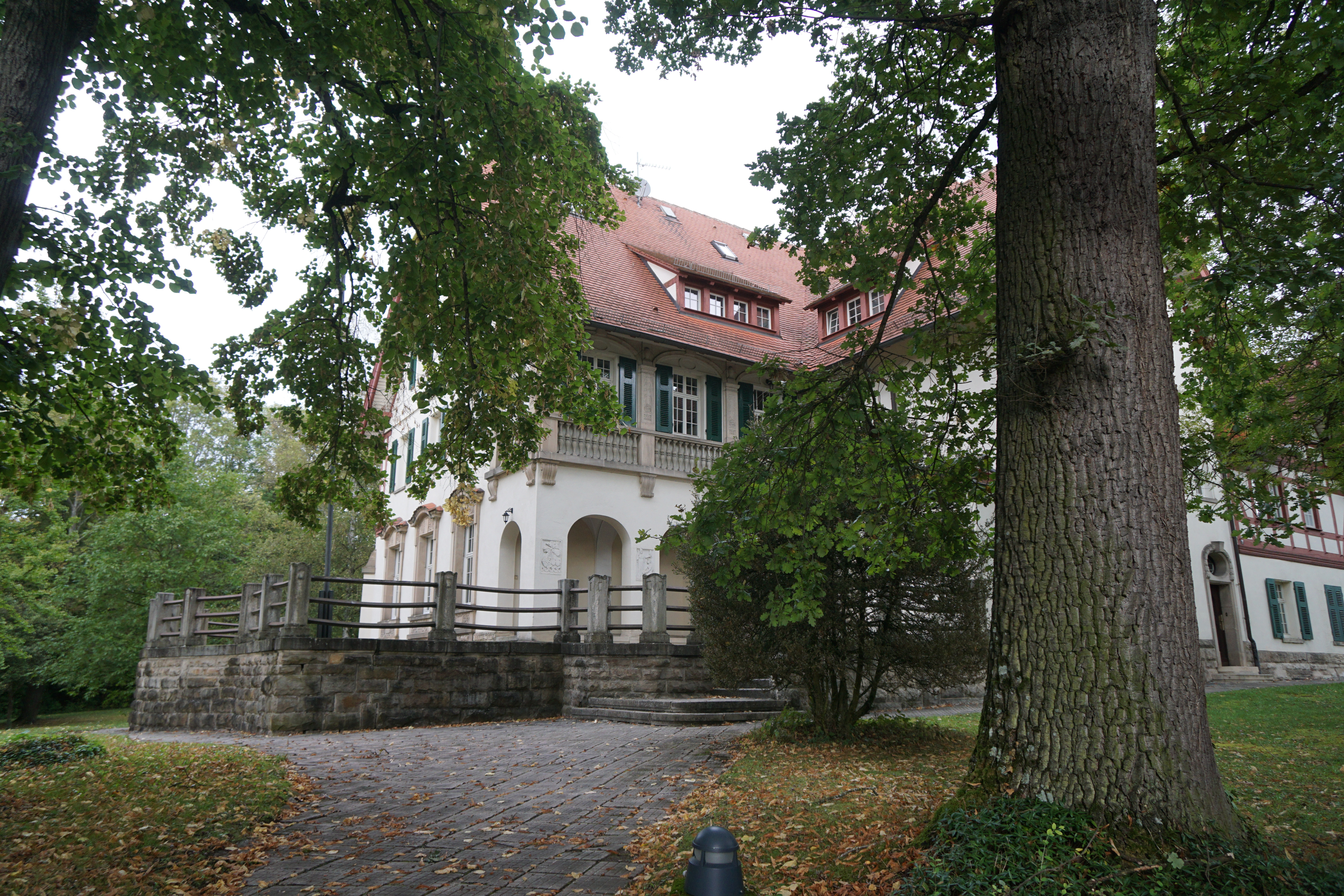
Haus der Normannia in der Stauffenbergstraße 21
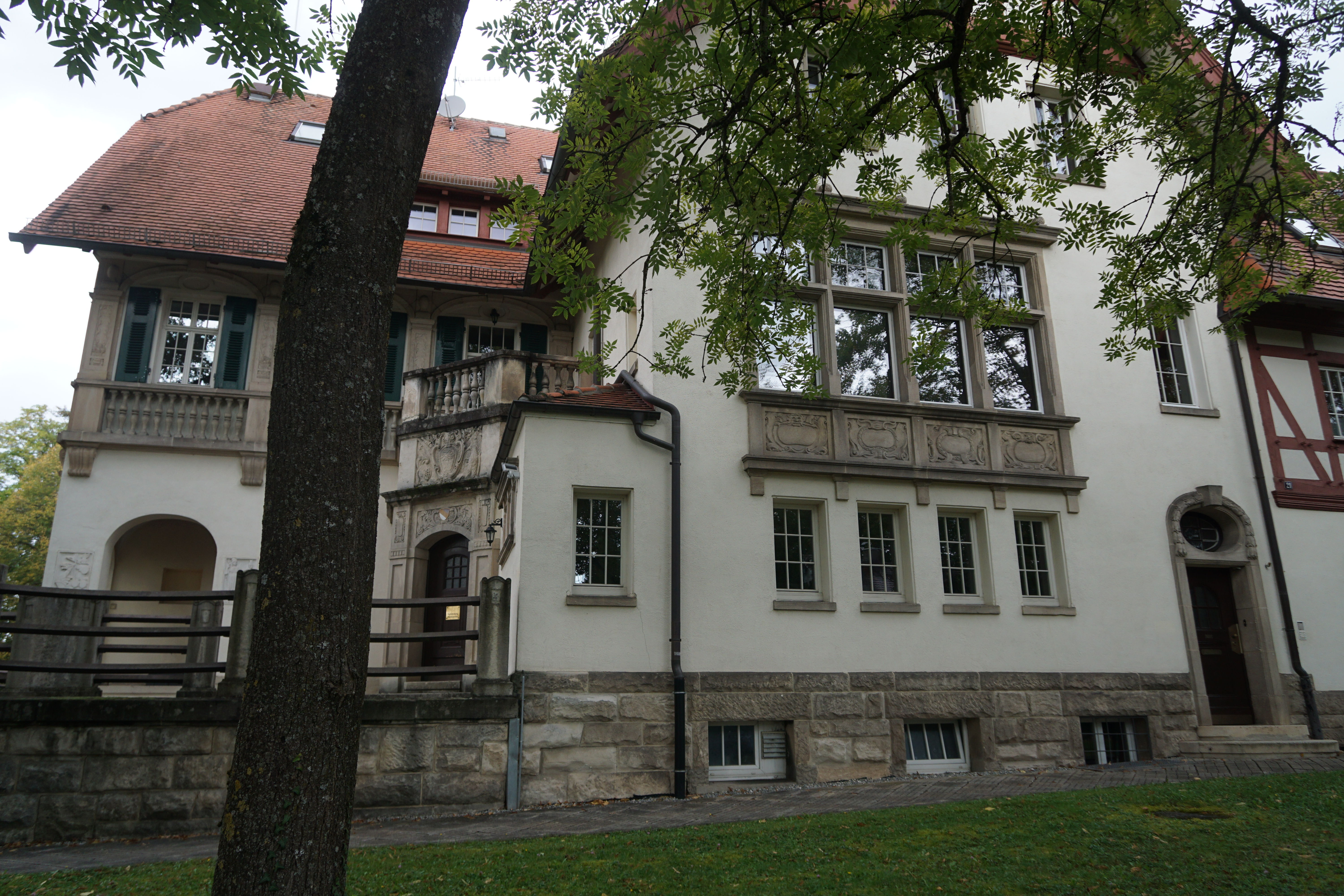
Haus Frontansicht
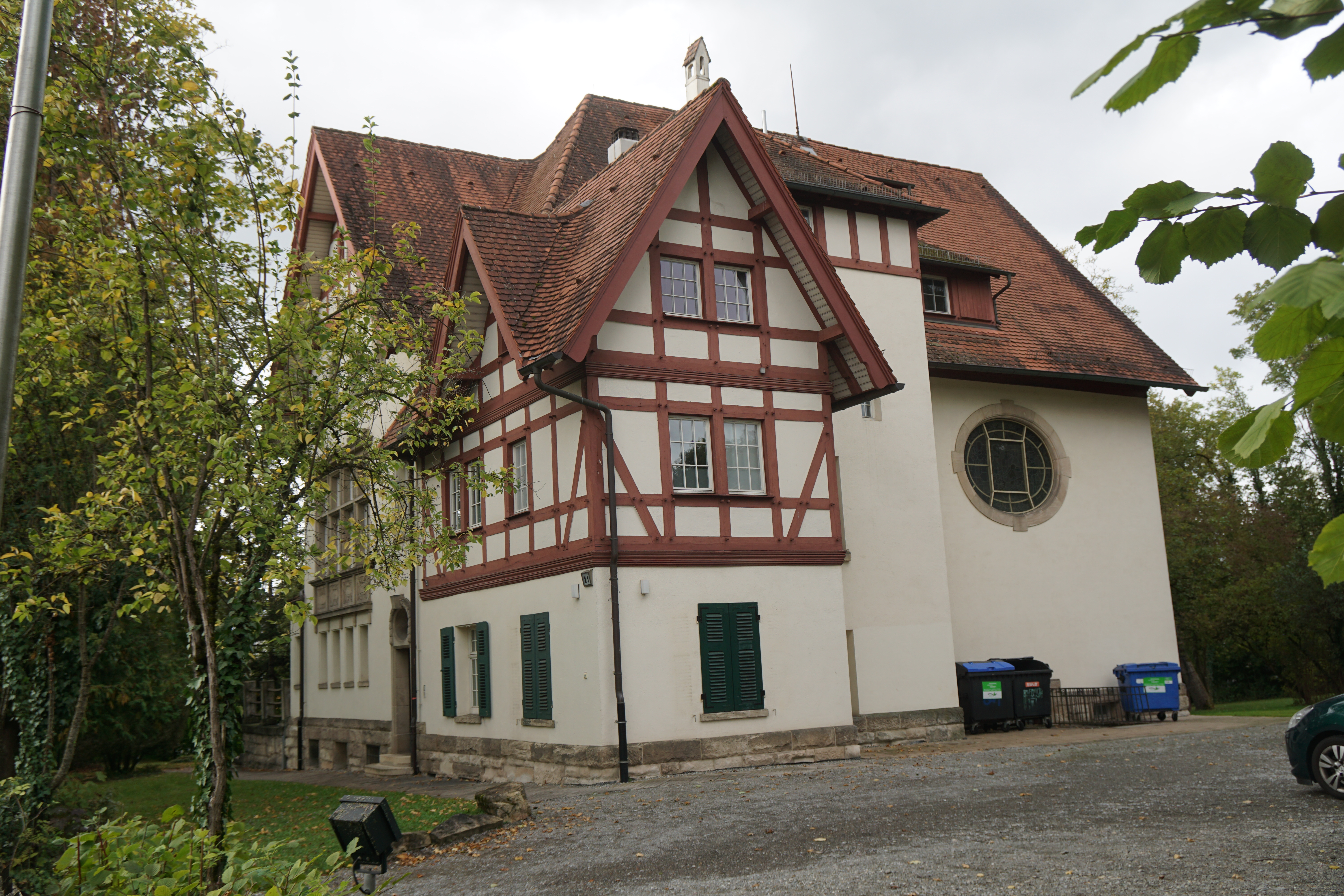
Haus Rückansicht

## Bekannte Normannen
Nach Geburtsjahr geordnet
- Eduard von Faber (1822–1907), Kgl. württ. Justizminister
- Immanuel Faißt (1823–1894), Organist und Komponist, Erster Direktor der Musikhochschule Stuttgart (1859–1894)
- Heinrich Lang (1826–1876), führender Vertreter des theologischen Liberalismus und Volksredner in der Revolution von 1848
- Adolf Bacmeister (1827–1873), Schriftsteller
- Wilhelm Georg Rapp (1827–1907), deutsch-amerikanischer Journalist und Autor
- Rudolf von Schmid (1828–1907), Prälat und Oberhofprediger in Stuttgart
- Adolf Friedrich von Walcker (1830–1896), Generalsuperintendent von Schwäbisch Hall und württembergischer Landtagsabgeordneter
- Paul Schickhardt (1835–1893), Oberamtmann
- Wilhelm Lauser (1836–1902), Publizist und Historiker
- Christoph Blumhardt (1842–1919), Theologe, Begründer des Christlichen Sozialismus
- Ernst Johann Eitel (1838–1908), protestantischer Missionar in China und Hochschullehrer der Universität Adelaide
- Ernst Engels (1845–1899), Jurist, Bergrat; Mitglied des Deutschen Reichstags
- Karl Hahn (1846–1899), Oberbürgermeister von Bochum, Mitglied des Preußischen Herrenhauses und des Provinziallandtages von Westfalen
- Paul Lang (1846–1898), Pfarrer und Schriftsteller
- Erwin von Seckendorff-Gudent (1848–1923), württembergischer Landtagsabgeordneter
- Hermann von Zeller (1849–1937), Jurist, Konsistorialpräsident der Evangelischen Landeskirche in Württemberg (1913–1924)
- Paul Heinrich Wilhelm Albert Mezger (1851–1913), Theologe, Rektor der Universität Basel (1908/09)[3]
- Heinrich von Planck (1851–1932), Prälat und Generalsuperintendent von Ulm
- Alfred von Kiderlen-Wächter (1852–1912), Jurist, Außenstaatssekretär (Außenminister) des Deutschen Kaiserreichs (1910–1912)
- Hermann von Soden (1852–1914), Theologe, Neutestamentler und Kirchentheoretiker
- Karl von Fleischhauer (1852–1921), Jurist, Kgl. württ. Kultusminister (1906–1912) und Innenminister (1912–1918)
- Karl Müller (1852–1940), Kirchenhistoriker
- Otto Georg Bogislaf von Glasenapp (1853–1928), Jurist, Vizepräsident der Reichsbank
- Karl von Haffner (1855–1944), Jurist, Präsident des Königlichen Statistischen Landesamtes in Württemberg
- Erwin von Rupp (1855–1916), Jurist, Generalstaatsanwalt, Ministerialdirektor
- Johannes von Merz (1857–1929), Theologe, Kirchenpräsident der Evangelischen Landeskirche in Württemberg (1924–1929)
- Karl Ludwig Schmitthenner (1858–1932), Prälat der Evangelischen Landeskirche in Baden (1909–1924)
- Otto Kirn (1857–1911), Systematischer Theologe[4]
- Carl Cranz (1858–1945), Mathematiker und Physiker, Begründer der modernen Ballistik
- Otto Hölder (1859–1937), Mathematiker (Hölder-Ungleichung)
- Eduard Lamparter (1860–1945), Landtagsabgeordneter im Volksstaat Württemberg, Theologe
- Felician Geß (1861–1938), Historiker und Bibliothekar
- Camillo  Hailer (1862–1931), Oberamtmann und Landrat von Oberndorf am Neckar
- Johannes von Hieber (1862–1951), Theologe, 2. Staatspräsident Württembergs (1920–1924), Kultusminister Württembergs (1918–1920) sowie seit 1898 Mitglied des Reichstags und des württembergischen Landtags
- Friedrich Kauffmann (1863–1941), Mediävist und Linguist
- Hermann Röcker (1863–1934), Jurist, Ministerialdirektor, Generalstaatsanwalt
- Wilhelm Lattmann (1864–1935), deutschvölkischer Politiker
- Paul Sakmann (1864–1936), Theologe und Politiker (SPD), Abgeordneter des Württembergischen Landtages
- Eugen Friedel (1866–1922), Jurist, württembergischer Oberamtmann
- Karl Holl (1866–1926), Kirchenhistoriker; Mitglied der Preußischen Akademie der Wissenschaften
- Georg Schmidgall (1867–1953), führender Studentenhistoriker
- Karl Knapp (1870–1955), württembergischer Oberamtmann und Landrat
- Eugen Eisele (1871–1940), württembergischer Landtagsabgeordneter
- Emil Schmid (1873–1938), württembergischer Oberamtmann
- Oskar Leuze (1874–1934), Althistoriker
- Robert Meyding (1876–1950), Jurist, Ministerialdirektor
- Otto Keinath (1879–1948), Mitglied des Reichstags (1920–1924 DDP; 1924–1928, 1930–1932 DVP)
- Eugen Fischer-Baling (1881–1964), Bibliothekar, Historiker, Politologe, evangelischer Theologe und Schriftsteller
- Eugen Boeckmann (1882–1947), Jurist, Präsident des Oberlandesgerichts Tübingen
- Wilhelm Lempp (1882–1970), württembergischer Oberamtmann und Verwaltungsjurist
- Edmund Mezger (1883–1962), Jurist, Strafrechtslehrer
- Hermann Wild (1884–1962), Theologe, Politiker
- Ernst Hohl (1886–1957), Althistoriker
- Ernst Kretschmer (1888–1964), Psychiater (Konstitutionstypologie)
- Friedrich Geißler (1889–1971), Landrat in Mergentheim, Tübingen und Calw
- Karl Dopffel (1890–1974), Jurist, Richter
- Paul Kirn (1890–1965), Historiker
- Helmuth Maier (1892–1976), Landrat in Nürtingen
- Walter Hieber (1895–1976), Chemiker, Begründer der Metallcarbonyl-Chemie (Sohn von Johannes von Hieber)
- Martin Haug (1895–1983), Landesbischof der Evangelischen Landeskirche in Württemberg (1948–1962)
- Alfred Klaiber (1895–1945), Politiker (NSDAP), Oberbürgermeister von Esslingen am Neckar (1933–1945)
- Paul Wanner (1895–1990), Schriftsteller
- Siegfried Gmelin (1897–1976), Jurist, Begründer der österreichischen Bausparbewegung
- Ludwig Schlaich (1899–1977), Pfarrer, Begründer der Heilerziehungspflege
- Walter Bertsch (1900–1952), Politiker (NSDAP)
- Emil Müller (1900–1992), Jurist, Ministerialdirektor
- Hans Häcker (1901–1986), Landrat in Gaildorf und Esslingen, Präsident des Württembergischen Sparkassen- und Giroverbandes
- Wilhelm Hoffmann (1901–1986), Direktor der Württembergischen Landesbibliothek (1945–1970), Präsident der Deutschen Schillergesellschaft (1954–1979)
- August Reuß (1902–1986), Landrat in Backnang und Ministerialdirigent
- Ernst Bizer (1904–1975), evangelischer Theologe
- Fritz Schenk (1906–1985), Romanist und Historiker sowie Gründer des deutsch-französischen Instituts (dfi) in Ludwigsburg
- Helmut Ensslin (1909–1984), Pfarrer, Mitglied der Bekennenden Kirche (Vater von Gudrun Ensslin)
- Eugen Steimle (1909–1987), Studienassessor, SS-Standartenführer des Sicherheitsdienstes (SD) und verurteilter Kriegsverbrecher.
- Hans Gmelin (1911–1991), Jurist, Oberbürgermeister von Tübingen (1954–1974) (Vater von Herta Däubler-Gmelin)
- Siegfried Lauffer (1911–1986), Althistoriker
- Ulrich Gmelin (1912–1944), Historiker, Germanist, Funktionär des NSDStB und SA-Standartenführer
- Reinhold Bäßler (1913–1969), Jurist, Funktionär des NSDStB, SS-Hauptsturmführer und Versicherungsmanager
- Karl Friedrich Stroheker (1914–1988), Althistoriker
- Lutz Röhrich (1922–2006), Volkskundler und Erzählforscher
- Fritz Kallenberg (1923–2013), Historiker
- Hartmut Bebermeyer (* 1924), Volkswirt, Ministerialdirigent
- Reinhold Kontzi (1924–2001), Romanist, Hispanist, Italianist, Arabist und Maltesist
- Kurt Rebmann (1924–2005), Generalbundesanwalt (1977–1990)
- Wolfgang Gerok (1926–2021), Mediziner und Hochschullehrer, Mitglied des Ordens Pour le Mérite für Wissenschaft und Künste (Enkel von Johannes von Hieber und Neffe von Walter Hieber)
- Siegfried Menrad (1928–2013), Professor für Bankwirtschaft an Rechnungswesen an der Universität Tübingen
- Wilhelm Schmolz (1930–2018), Jurist, Ministerialdirektor
- Dieter Felix Lessle (1931–2001), Jurist, hessischer Landtagsdirektor
- Martin Brecht (1932–2021), Theologe, Professor für Kirchengeschichte an der Universität Münster
- Gert Hummel (1933–2004), Theologe, Bischof der Evangelisch-Lutherischen Kirche in Georgien
- Klaus Engler (1934–2006), Musikwissenschaftler und Bibliothekar
- Dietrich Denecke (* 1935), Geograph, Professor für Geographie an der Universität Göttingen
- Hans-Martin Gauger (1935–2024), Romanist, Sprachwissenschaftler und Autor, Professor für Romanische Philologie, Prorektor der Universität Freiburg
- Helmut Böhme (1936–2012), Historiker, Präsident der Technischen Universität Darmstadt
- Gerhard Fezer (1938–2014), Jurist, Professor für Strafrecht an der Universität Hamburg
- Roland Hauser (1938–2023), Jurist, Richter
- Günter Moser (* 1940), Politiker
- Horst Köhler (1943–2025), Bundespräsident (zeitweiliges Mitglied der Normannia)
- Hans Jochen Henke (* 1945), Jurist, Generalsekretär des Wirtschaftsrats der CDU (2004–2009), Oberbürgermeister von Ludwigsburg (1984–1995), Staatssekretär im Bundesverkehrsministerium (1995–1998) und Mitglied des Deutschen Bundestages (1998–2002)
- Hans-Dieter Lippert (* 1946), Rechtswissenschaftler
- Andreas Burmester (* 1951), Chemiker, Kunsttechnologe und Kunsthistoriker, ehemaliger Direktor des Doerner Instituts

Mitgliederverzeichnis:
- Willy Nolte (Hrsg.): Burschenschafter-Stammrolle. Verzeichnis der Mitglieder der Deutschen Burschenschaft nach dem Stande vom Sommer-Semester 1934. Berlin 1934. S. 1096–1098.